# Татьяна Патітц
Татьяна Патітц (нім. Tatjana Patitz; 25 березня 1966, Гамбург, ФРН — 11 січня 2023, Санта-Барбара, США) — німецька акторка та модель. Входила у «велику шістку» початкових супермоделей, поряд із Крісті Тарлінгтон, Ліндою Євангелістою, Сінді Кроуфорд, Наомі Кемпбелл і Клаудією Шиффер.

## Біографія
Татьяна Патітц народилася 25 березня 1966 року в Гамбурзі (Німеччина) в сім'ї журналіста і танцюристки. Її батько був німцем, і його робота туристичним журналістом дозволила його сім'ї подорожувати та жити в різних країнах. Мати — естонка, виступала з танцями в Парижі. Молодша сестра — фотомодель Софі Патітц (нар.1973). Виросла в місті Сканер (Швеція).

## Кар'єра
Розпочала модельну кар'єру у 1983 році з роботи в Парижі. У 1985 році потрапила на обкладинку британського Vogue. У 2000-ті роки була затребуваною моделлю і працювала з Жаном-Полем Готьє та брендом Chanel.
У 1993–1999 року зіграла в 4-х фільмах і телесеріалах, а також з'являлася в кліпах Джорджа Майкла, Duran Duran і Korn.

## Особисте життя
У 2000-х роках перебувала у фактичному шлюбі з директором із маркетингу, про що повідомила в одному з інтерв'ю. У 2003 році народила сина Джона.
Патітц була вегетаріанкою.
Померла 11 січня 2023 року у Каліфорнії від раку молочної залози.

## Фільмографія
| Рік  |   | Українська назва   | Оригінальна назва                         | Роль             |
| ---- | - | ------------------ | ----------------------------------------- | ---------------- |
| 1993 | ф | Сонце, що сходить  | Rising Sun                                | Черіл Лінн Остін |
| 1995 | с | Шоу Ларрі Сандерса | The Larry Sanders Show \|Татьяна Патітц}} |                  |
| 1996 | с | Одинокий хлопець   | The Single Guy                            | фея у поїзді     |
| 1999 | ф | Релігійний         | Zakonnik                                  | Літ Вудфілд      |